# Veemarkt (Sneek)
De Veemarkt van Sneek is een voormalige veemarkt in de Stationsbuurt van de Nederlandse stad Sneek. Tegenwoordig draagt een parkeerterrein op deze plaats nog de naam de Veemarkt.
Tot in de negentiende eeuw bevond de veemarkt zich op de Oude Koemarkt en later op het huidige Martiniplein. In 1930 verhuisde de veemarkt van het Martiniplein naar het huidige plein.  De huidige locatie van de veemarkt werd rond het begin van de 20ste eeuw gebruikt als ijsbaan en kaatsveld. Op de markt werden veelal koeien, varkens en schapen verhandeld. De Sneeker veemarkt was de grootste schapenmarkt van West-Europa. Onder andere Parijs werd bevoorraad met lamsvlees afkomstig van lammeren van de Sneeker Veemarkt. 
Naast de Veemarkt liggen de Korte- en Lange Veemarktstraat. Café Vellinga deed dienst als Veemarkt café en is nog altijd geopend. In 1992 werd de Veemarkt gesloten. Tegenwoordig is de Veemarkt een parkeerterrein, alleen de Veemarkthallen en enkele oude hekken die worden gebruikt als fietsenstalling herinneren aan de markt.

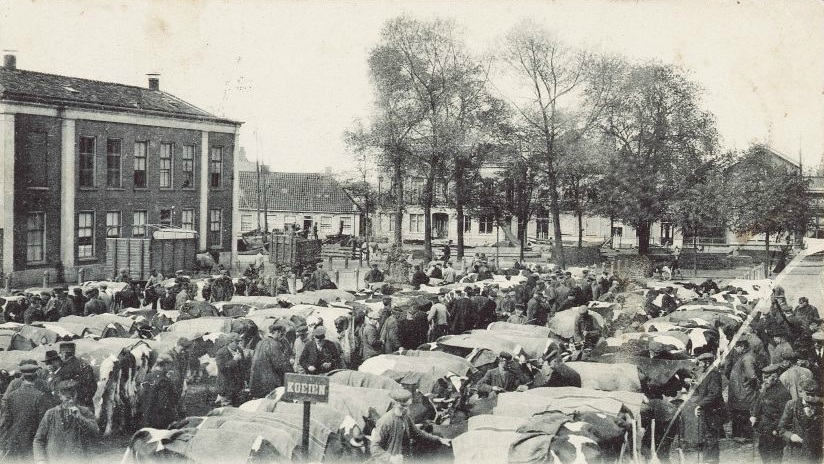
Het Martiniplein als veemarkt in 1903.
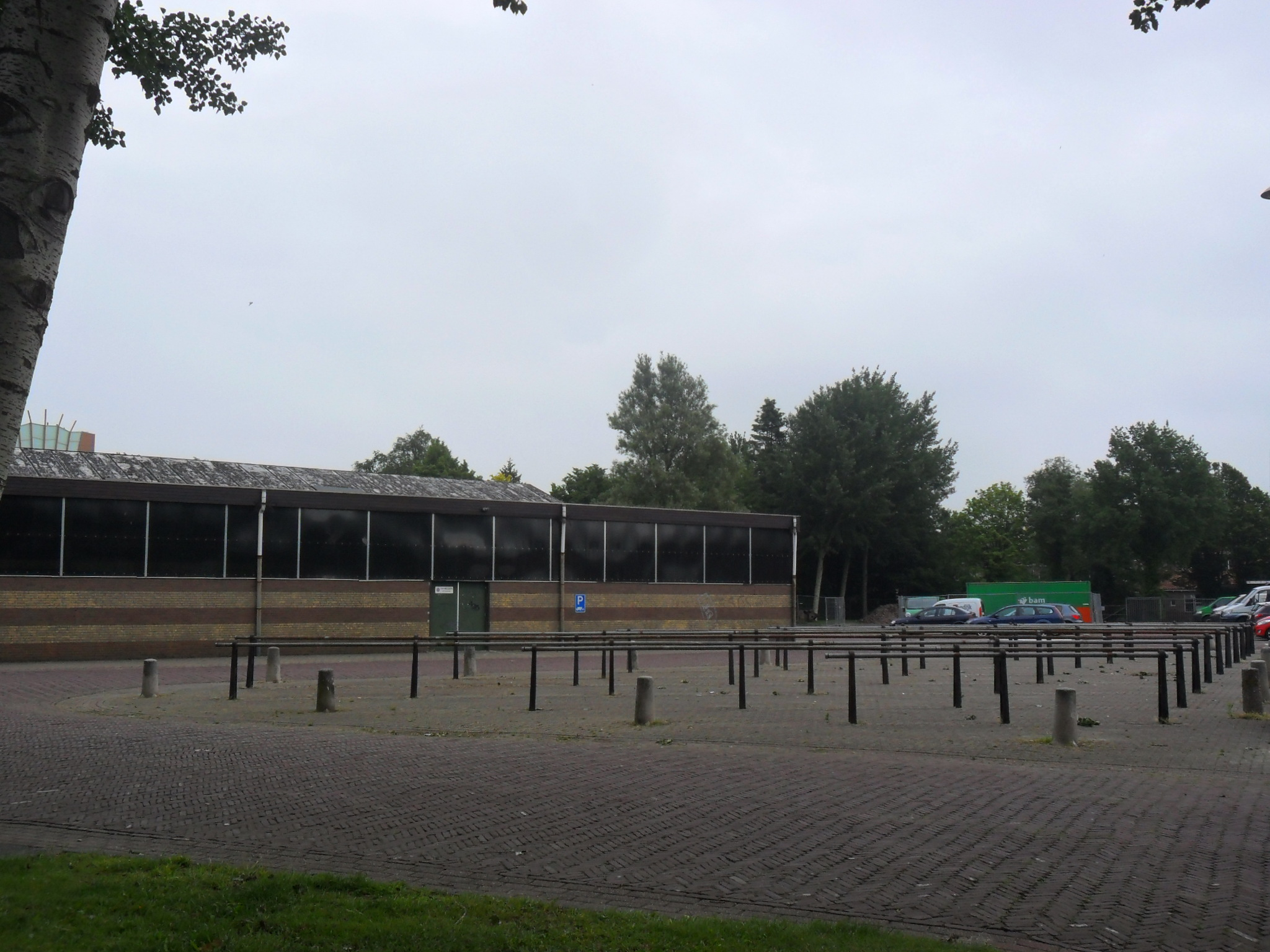
Veemarktterrein en -hallen in 2012.